# 한영수 (정치인)
한영수(韓英洙, 1934년 10월 15일 ~ 2009년 6월 9일)는 제9·10·11·14·15대 국회의원을 역임한 대한민국의 정치인이다. 충청남도 태안 출생이다.
고려대학교 정치외교학과에서 학사 학위 취득 후 20대 시절부터 정계에 입문하여 3선 국회의원이 되었다. 1982년 내연 관계인 현직 검사의 부인과 함께 호텔에 투숙했다가 현장에서 붙잡혀 간통죄 혐의로 구속되었고, 징역 1년형과 국회의원 자격정지 10년형을 선고받고 투옥된 경력이 있다. 이 사건은 국회에서 한영수가 베트남의 예를 들며 제5공화국의 집권 세력인 신군부를 비판하는 발언을 한 것에 대한 보복이었다는 설도 있다.
1992년 민주당 국회의원으로 재기에 성공하나 정주영 지지를 선언하며 통일국민당으로 당을 옮겼고, 이 후 통일국민당의 후신인 신민당을 거쳐 자유민주연합 소속으로 5선 의원이 되었다. 16대 총선에서 낙선한 이 후 자민련을 탈당해 2002년의 제16대 대통령선거를 앞두고는 정몽준 지지를 선언했다.

## 학력
- 태안중학교 졸업
- 인천고등학교 졸업
- 고려대학교 정치외교학과 학사
- 고려대학교 경영대학원 경영학 석사 수료

## 경력
- 1960년: 5대 총선 출마(무소속)
- 1967년: 7대 총선 출마(신민당)
- 1971년: 8대 총선 출마(국민당)
- 1973년: 제9대 국회의원(무소속)
- 1978년: 제10대 국회의원(신민당)
- 신민당 대변인
- 1981년: 제11대 국회의원(민주한국당)
- 민한당 정책위 의장
- 1992년: 제14대 국회의원(민주당)
- 1995년: 자민련 부총재
- 1996년: 제15대 국회의원(자민련)
- 1998년: 대한민국 국회 국방위원장
- 2002년: 국민통합21 발기인

## 역대 선거 결과
|  | 7.03% |

|  | 17.58% |

|  | 25.35% |

|  | 34.03% |

|  | 33.10% |

|  | 22.83% |

|  | 28.67% |

|  | 34.81% |

|  | 16.2% |

|  | 40.61% |

|  | 2.56% |